# Canlers
Canlers is een gemeente in het Franse departement Pas-de-Calais (regio Hauts-de-France) en telt 175 inwoners (1999). De plaats maakt deel uit van het arrondissement Montreuil.

## Naam
De plaatsnaam is van Oudnederlandse herkomst. De oudste vermelding van de plaatsnaam is Canletuma uit 1123. Het betreft een samenstelling; waarbij het laatste element verwijst naar -laar (bosachtig, moerassig terrein). De vorm en aard van het eerste element van de plaatsnaam zijn (nog) onbekend. De huidige Franstalige plaatsnaam is hiervan een fonetische nabootsing.
De spelling van de naam van het dorp heeft door de eeuwen heen gevarieerd. Chronologisch heette het achtereenvolgens: Canletum (1123), Canlers (1218), Camlers (1297) en Canllers (1345). Hierna kreeg en behield het zijn huidige naam en spellingswijze.

## Geografie
De oppervlakte van Canlers bedraagt 3,7 km², de bevolkingsdichtheid is 47,3 inwoners per km².
De onderstaande kaart toont de ligging van Canlers met de belangrijkste infrastructuur en aangrenzende gemeenten.

## Demografie
Onderstaande figuur toont het verloop van het inwonertal (bron: INSEE-tellingen).